# Чепели (Харьковская область)
Чепели, до ВОВ Чепелин хутор (укр. Чепелі) — село, Феськовский сельский совет, Богодуховский район, Харьковская область, Украина.
Код КОАТУУ — 6322686511. Население по переписи 2001 года составляет 222 (102/120 м/ж) человека.

## Географическое положение
Село Чепели находится на левом берегу реки Уды, выше по течению на расстоянии в 2 км расположено село Феськи, ниже по течению на расстоянии в 6 км — посёлок Пивденное (Дергачёвский район), на противоположном берегу на расстоянии в 2 км — село Малая Рогозянка, к селу примыкает село Головашевка.
Через село проходит железная дорога, станция Чепелино.
Вокруг села много садовых участков.

## История
- 1765 — первое упоминание[2].
- До 1 сентября (ст.ст.) 1917 года в составе Российской империи.
- С 1 сентября (ст.ст.) по 25 октября (ст.ст.) 1917 года в составе Российской республики. Далее началась Гражданская война.
- C 29 апреля по 14 декабря 1918 года во время Гражданской войны в России 1918-1923 годов в составе Украинской державы.
- C декабря 1922 года в составе Украинской Советской Социалистической Республики Союза Советских Социалистических Республик.
- В 1940 году, перед ВОВ, на хуторе Чепелин было 23 двора и две ветряные мельницы.[1]
- 19 января 1942 года освобождено село Чепель войсками 411-й стрелковой дивизии (полковник М.А. Песочин) при поддержке 7-й танковой бригады 6-й армии (генерал-майор А.М. Городнянский) Юго-Западного фронта (командующий генерал-лейтенант Ф. Я. Костенко) в ходе Барвенково-Лозовской наступательной операции 18-31.01.1942 года.[3]
- В мае 1942 года село снова оккупировано, в феврале 1943 освобождено, в марте 1943 оккупировано, в августе 1943 окончательно освобождено.